# 1886 aux échecs
| Années des échecs : 1883 - 1884 - 1885 - 1886 - 1887 - 1888 - 1889    |
| Décennies des échecs : 1850 - 1860 - 1870 - 1880 - 1890 - 1900 - 1910 |

Cet article présente les faits marquants de l'année 1886 aux échecs.

## Événements majeurs
- Premier match pour le championnat du monde qui fera de Wilhelm Steinitz, par sa victoire sur Johannes Zukertort sur le score de 12½ à 7½, le premier détenteur officiel du titre.

## Championnats nationaux
- Empire allemand : Pas de championnat du Congrès[1].
- Canada : Nicholas MacLeod remporte le championnat[2].

- Écosse : le Français Georges Emile Barbier remporte le championnat[3].
- États-Unis :  George Mackenzie remporte la cinquième édition du Congrès américain des échecs [4],[5] par acclamation[Note 1].
- Pays-Bas : Dirk van Foreest remporte le championnat (non officiel).

## Naissances
- Aaron Nimzowitsch
- Erwin Voellmy

## Nécrologie
- En 1886 : Hermann von Hanneken (en)
- 3 février : Marcus Kann